# اشچیانکا، شهرستان سیچانو
اشچیانکا، شهرستان سیچانو (به لاتین: Trzcianka, Ciechanów County) یک منطقهٔ مسکونی در لهستان است که در Gmina Regimin واقع شده‌است.